# 格內亞薩鄉 (伊爾福夫縣)
44°30′N 26°16′E / 44.500°N 26.267°E
格內亞薩鄉（羅馬尼亞語：Comuna Găneasa, Ilfov），是羅馬尼亞的鄉份，位於該國南部，由伊爾福夫縣負責管轄，面積45平方公里，海拔高度78米，2007年人口4,408，人口密度每平方公里99人。